# Яньбянь Фудэ
«Яньбянь Фудэ» (кит. 延边富德足球俱乐部) — китайский футбольный клуб из города Яньцзи провинции Гирин, выступающий в Суперлиге Китая. Характерной особенностью команды является преимущественное комплектование из игроков корейской национальности, так как сам Яньцзи является центром Яньбянь-Корейского автономного округа.
Выступает на стадионе Янцзи вместимостью 30,000 человек. Крупнейшими инвесторами являются Спортивное Бюро Яньбяня и страховая корпорация «Фудэ Холдинг Групп», название которой использовано в названии клуба.

## История клуба
На профессиональном уровне команда начала выступать в 1994 году и единственная представляла провинцию Цзилинь в китайском футболе под названием «ФК Цзилинь». На этом этапе спонсором клуба была корейская корпорация «Samsung».
Наивысшего успеха команда достигла под названием «Яньбянь Аодун» под руководством корейского тренера, когда закончила сезон четвёртой в высшей лиге китайского чемпионата, однако затем в клубе наступил кризис и в 2001 году команда по итогам розыгрыша продолжила выступление во втором дивизионе. Первая команда была продана «Ханчжоу Гринтаун» за 25 млн.юаней. После продажи клуб стал рассматриваться как команда резервистов и стал выступать в третьем по значимости дивизионе. В 2004 году команда по итогам выступления в нём получила возможность вернуться в Первую лигу.

## Предыдущие названия команды
- 1955—1956: ФК Цзилинь (吉林队,길림FC)
- 1957—1958: ФК Чанчунь (长春队，장춘시팀)
- 1959—1993: ФК Цзилинь(吉林省队，길림FC)
- 1994: Цзилинь Самсунг (吉林三星,길림삼성)
- 1995—1996: Яньбянь Хёндэ (延边现代,연변현대)
- 1997—1998: Яньбянь Аодун (延边敖东,연변오동)
- 1998—2000Цзилинь Аодун (吉林敖东,길림오동)
- 2001—2003/2005—2010: ФК Яньбянь (延边队,연변FC)
- 2004: (延边世纪,연변세기)
- 2011—2013:Яньбянь Чанбайху (延边长白虎,연변장백호랑이)
- 2014— Яньбянь Фудэ： （延边富德）

## Результаты
- По итогам сезона 2012 года

Результаты за всё время выступлений
| Сезон    | 1955 | 1956 | 1957 | 1958 | 1960 | 1961 | 1962 | 1963 | 1964 | 1965 | 1973 | 1974 | 1976 | 1977 | 1978 | 1979 | 1980 | 1981 | 1982 | 1983 | 1985 | 1986 | 1987 | 1988 | 1989 | 1990 | 1991 | 1992 | 1993 |
| -------- | ---- | ---- | ---- | ---- | ---- | ---- | ---- | ---- | ---- | ---- | ---- | ---- | ---- | ---- | ---- | ---- | ---- | ---- | ---- | ---- | ---- | ---- | ---- | ---- | ---- | ---- | ---- | ---- | ---- |
| Дивизион | 1    | 1    | 1    | 1    | 1    | 1    | 1    | 1    | 2    | 1    | 1    | 1    | 1    | 1    | 2    | 1    | 2    | 2    | 1    | 1    | 1    | 2    | 1    | 1    | 3    | 3    | 2    | 2    | 2    |
| Место    | 7    | 5    | 7    | 4    | 4    | 8    | 5    | 15   | 2    | 1    | 7    | 8    | 5 1  | 18   | 3    | 15   | 5    | 3    | 11   | 5 2  | 16   | 2    | 15   | 20   | 3    | 1    | 4    | 2 3  | 4    |

| Сезон    | 1994 | 1995 | 1996 | 1997 | 1998 | 1999 | 2000 | 2001 | 2002 | 2003 | 2004 | 2005 | 2006 | 2007 | 2008 | 2009 | 2010 | 2011 | 2012 | 2013 | 2014 |
| -------- | ---- | ---- | ---- | ---- | ---- | ---- | ---- | ---- | ---- | ---- | ---- | ---- | ---- | ---- | ---- | ---- | ---- | ---- | ---- | ---- | ---- |
| Дивизион | 1    | 1    | 1    | 1    | 1    | 1    | 1    | 3    | 3    | 3    | 3    | 2    | 2    | 2    | 2    | 2    | 2    | 2    | 2    | 2    | 2    |
| Место    | 10   | 7    | 10   | 4    | 10   | 8    | 14   | 5    | 5    | 3    | 2    | 8    | 8    | 6    | 8    | 6    | 3    | 11   | 13   | 11   | 16   |

Соревнования не проводились в 1959, 1966-72, 1975; Цзилинь не принимал участия в розыгрыше 1984 года
- ↑  в групповой стадии
- ↑  в Северной Лиге
- ↑  повышение в классе в 1994 году